# KkStB 43
Die Dampflokomotivreihe kkStB 43 war eine Güterzug-Schlepptenderlokomotivreihe der kkStB, die ursprünglich von der KFNB stammte.
Von dieser wurde sie für den Betrieb der Montanbahn Mährisch Ostrau–Dombrau erworben.
Die vier Lokomotiven wurden von der Wiener Neustädter Lokomotivfabrik 1863 geliefert.
Die KFNB gab ihnen die Reihenbezeichnung Vd und die Nummern 283–286.
Darüber hinaus bekamen alle Maschinen Namen und zwar „MÄHRISCH OSTRAU“, „WITKOWITZ“, „JAKLOWETZ“ und „BURNIA“.
Sie wurden zusammen mit Tendern der Reihe A eingesetzt.
Alle Maschinen kamen zur kkStB und bildeten dort die Reihe 43.
Da die Lokomotiven sehr bald zu schwach für die schweren Kohlezüge waren, wurden sie nach Wien Nord überstellt und im Verschub eingesetzt.
Die 43.01 wurde 1913 ausgemustert.
Nach dem Ersten Weltkrieg kamen die drei restlichen Loks der Reihe 43 zur ČSD als Reihe 312.5 und wurden in Prerau eingesetzt.
Die ČSD schied diese Maschinen schon 1925 aus ihrem Bestand.